# Општина Опелчен (Кампече)
Опелчен (шп. Hopelchén) општина је у Мексику у савезној држави Кампече. Општина се налази на надморској висини од 90 м.

## Становништво
Према подацима из 2010. у општини је живело 37777 становника.

### Хронологија
| Година       | 2000                  | 2005                  | 2010                  |
| ------------ | --------------------- | --------------------- | --------------------- |
| Становништво | 31214 (15974 / 15240) | 34687 (17711 / 16976) | 37777 (19306 / 18471) |

### Попис
| \| \| м \| \| \| ж \| \| 0—2 \| 1.305 \| \| \| 1.267 \| \| 3—5 \| 1.313 \| \| \| 1.264 \| \| 6—11 \| 2.637 \| \| \| 2.446 \| \| 12—14 \| 1.320 \| \| \| 1.263 \| \| 15—17 \| 1.401 \| \| \| 1.255 \| \| 18—24 \| 2.583 \| \| \| 2.584 \| \| 60+ \| 1.822 \| \| \| 1.478 \| \| Просек : \| 27,1 \| \| \| 26,9 \| |       |  |  |       |
| |       |  |  |       |
| | м     |  |  | ж     |
| 0—2 | 1.305 |  |  | 1.267 |
| 3—5 | 1.313 |  |  | 1.264 |
| 6—11 | 2.637 |  |  | 2.446 |
| 12—14 | 1.320 |  |  | 1.263 |
| 15—17 | 1.401 |  |  | 1.255 |
| 18—24 | 2.583 |  |  | 2.584 |
| 60+ | 1.822 |  |  | 1.478 |
| Просек : | 27,1  |  |  | 26,9  |

| #   | Индикатор                                                                                        | Вредност |
| --- | ------------------------------------------------------------------------------------------------ | -------- |
| 1   | Становништво од 0 до 2 године                                                                    | 2572     |
| 2   | Мушко становништво од 0 до 2 године                                                              | 1305     |
| 3   | Женско становништво од 0 до 2 године                                                             | 1267     |
| 4   | Становништво са 3 и више година                                                                  | 35195    |
| 5   | Мушко становништво са 3 и више година                                                            | 17995    |
| 6   | Женско становништво са 3 и више година                                                           | 17200    |
| 7   | Становништво са 5 и више година                                                                  | 33452    |
| 8   | Мушко становништво са 5 и више година                                                            | 17099    |
| 9   | Женско становништво са 5 и више година                                                           | 16353    |
| 10  | Становништво са 12 и више година                                                                 | 27535    |
| 11  | Мушко становништво са 12 и више година                                                           | 14045    |
| 12  | Женско становништво са 12 и више година                                                          | 13490    |
| 13  | Становништво са 15 и више година                                                                 | 24952    |
| 14  | Мушко становништво са 15 и више година                                                           | 12725    |
| 15  | Женско становништво са 15 и више година                                                          | 12227    |
| 16  | Становништво са 18 и више година                                                                 | 22296    |
| 17  | Мушко становништво са 18 и више година                                                           | 11324    |
| 18  | Женско становништво са 18 и више година                                                          | 10972    |
| 19  | Становништво од 3 до 5 година                                                                    | 2577     |
| 20  | Мушко становништво од 3 до 5 година                                                              | 1313     |
| 21  | Женско становништво од 3 до 5 година                                                             | 1264     |
| 22  | Становништво од 6 до 11 година                                                                   | 5083     |
| 23  | Мушко становништво од 6 до 11 година                                                             | 2637     |
| 24  | Женско становништво од 6 до 11 година                                                            | 2446     |
| 25  | Становништво од 8 до 14 година                                                                   | 5982     |
| 26  | Мушко становништво од 8 до 14 година                                                             | 3058     |
| 27  | Женско становништво од 8 до 14 година                                                            | 2924     |
| 28  | Становништво од 12 до 14 година                                                                  | 2583     |
| 29  | Мушко становништво од 12 до 14 година                                                            | 1320     |
| 30  | Женско становништво од 12 до 14 година                                                           | 1263     |
| 31  | Становништво од 15 до 17 година                                                                  | 2656     |
| 32  | Мушко становништво од 15 до 17 година                                                            | 1401     |
| 33  | Женско становништво од 15 до 17 година                                                           | 1255     |
| 34  | Становништво од 18 до 24 године                                                                  | 5167     |
| 35  | Мушко становништво од 18 до 24 године                                                            | 2583     |
| 36  | Женско становништво од 18 до 24 године                                                           | 2584     |
| 37  | Женско становништво од 15 до 49 година                                                           | 9501     |
| 38  | Становништво са 60 и више година                                                                 | 3300     |
| 39  | Мушко становништво са 60 и више година                                                           | 1822     |
| 40  | Женско становништво са 60 и више година                                                          | 1478     |
| 41  | Однос између мушкараца и жена                                                                    | 104.52   |
| 42  | Становништво од нуле до 14 година                                                                | 12815    |
| 43  | Становништво од 15 до 64 године                                                                  | 22614    |
| 44  | Становништво од 65 година и више                                                                 | 2338     |
| 45  | Просечан број деце                                                                               | 2.81     |
| 46  | Становништво рођено у ентитету                                                                   | 32693    |
| 47  | Мушко становништво рођено у ентитету                                                             | 16706    |
| 48  | Женско становништво рођено у ентитету                                                            | 15987    |
| 49  | Становништво рођено у другом ентитету                                                            | 4835     |
| 50  | Мушко становништво рођено у другом ентитету                                                      | 2473     |
| 51  | Женско становништво рођено у другом ентитету                                                     | 2362     |
| 52  | Становништво од 5 година и више резидентно у ентитету у јуну 2005. године                        | 32576    |
| 53  | Мушко становништво старосног доба од 5 година и више, резидентно у ентитету у јуну 2005. године  | 16628    |
| 54  | Женско становништво старосног доба од 5 и више година, резидентно у ентитету у јуну 2005. године | 15948    |
| 55  | Становништво од 5 година и више које је живело у другом ентитету у јуну 2005. године             | 566      |
| 56  | Мушко становништво старије од 5 година које је живело у другом ентитету у јуну 2005. године      | 296      |
| 57  | Женско становништво старије од 5 година које је живело у другом ентитету у јуну 2005. године     | 270      |
| 58  | Становништво од 3 године и више које говори аутохтони језик                                      | 15867    |
| 59  | Мушко становништво старо 3 године и више које говори аутохтони језик                             | 8320     |
| 60  | Женско становништво старо 3 године и више које говори аутохтони језик                            | 7547     |
| 61  | Становништво од 3 године и више које говори аутохтони језик и не говори шпански језик            | 523      |
| 62  | Мушко становништво старо 3 године и више које говори аутохтони језик и не говори шпански         | 170      |
| 63  | Женско становништво старо 3 године и више које говори аутохтони језик и не говори шпански језик  | 353      |
| 64  | Становништво старо 3 године и више које говори аутохтони језик и шпански                         | 15012    |
| 65  | Мушко становништво старо 3 године и више које говори аутохтони језик и шпански                   | 7988     |
| 66  | Женско становништво старо 3 године и више које говори аутохтони језик и шпански                  | 7024     |
| 67  | Становништво од 5 година и више које говори аутохтони језик                                      | 15673    |
| 68  | Становништво од 5 година и више које говори аутохтони језик и не говори шпански језик            | 519      |
| 69  | Становништво од 5 година и више које говори аутохтони језик и говори шпански језик               | 14823    |
| 70  | Становништво у домородачким домаћинствима                                                        | 26796    |
| 71  | Становништво са ограничењима у активностима                                                      | 1374     |
| 72  | Становништво са ограниченим ходањем или кретањем, горе или доле                                  | 709      |
| 73  | Становници са ограничењима вида, чак и уз кориштење сочива                                       | 434      |
| 74  | Становништво са ограничењима говора, комуникације или конверзације                               | 158      |
| 75  | Становништво са ограниченим слухом                                                               | 151      |
| 76  | Становништво са ограничењима при одевању, купању или јелу                                        | 60       |
| 77  | Становништво са ограничењима у опажању или учењу једноставних ствари                             | 47       |
| 78  | Становништво са менталним ограничењима                                                           | 118      |
| 79  | Становништво без ограничења активности                                                           | 36218    |
| 80  | Становништво од 3 до 5 година које не похађа школу                                               | 1176     |
| 81  | Мушко становништво од 3 до 5 година које не похађа школу                                         | 604      |
| 82  | Женско становништво од 3 до 5 година које не похађа школу                                        | 572      |
| 83  | Становништво од 6 до 11 година које не похађа школу                                              | 233      |
| 84  | Мушко становништво од 6 до 11 година које не похађа школу                                        | 113      |
| 85  | Женско становништво од 6 до 11 година које не похађа школу                                       | 120      |
| 86  | Становништво од 12 до 14 година које не похађа школу                                             | 526      |
| 87  | Мушко становништво од 12 до 14 година које не похађа школу                                       | 248      |
| 88  | Женско становништво од 12 до 14 година које не похађа школу                                      | 278      |
| 89  | Становништво од 15 до 17 година похађа школу                                                     | 1480     |
| 90  | Мушко становништво од 15 до 17 година похађа школу                                               | 785      |
| 91  | Женско становништво између 15 и 17 година живота у школи                                         | 695      |
| 92  | Становништво од 18 до 24 године похађа школу                                                     | 890      |
| 93  | Мушко становништво од 18 до 24 године похађа школу                                               | 468      |
| 94  | Женско становништво од 18 до 24 године похађа школу                                              | 422      |
| 95  | Становништво од 8 до 14 година које не може да чита и пише                                       | 323      |
| 96  | Мушко становништво старосног доба од 8 до 14 година које не може да чита и пише                  | 183      |
| 97  | Женско становништво старосног доби од 8 до 14 година које не може да чита и пише                 | 140      |
| 98  | Становништво од 15 година и више које је неписмено                                               | 2960     |
| 99  | Мушко становништво од 15 година и више које је неписмено                                         | 1291     |
| 100 | Женско становништво од 15 година и више које је неписмено                                        | 1669     |
| 101 | Становништво старо 15 и више година без школовања                                                | 2386     |
| 102 | Мушко становништво старо 15 и више година без школовања                                          | 1067     |
| 103 | Женско становништво старо 15 и више година без школовања                                         | 1319     |
| 104 | Становништво старосног доба 15 и више година са непотпуним основним образовањем                  | 4374     |
| 105 | Мушко становништво старосног доба од 15 година и више са непотпуном основним образовањем         | 2281     |
| 106 | Женско становништво старосног доба 15 и више година са непотпуном основним образовањем           | 2093     |
| 107 | Становништво старо 15 и више година са комплетним основним образовањем                           | 6356     |
| 108 | Мушко становништво старо 15 година и више са комплетним основним образовањем                     | 2956     |
| 109 | Женско становништво старо 15 и више година са комплетним основним образовањем                    | 3400     |
| 110 | Становништво старосног доба 15 и више година са непотпуним средњим образовањем                   | 1495     |
| 111 | Мушко становништво старосног доба од 15 година и више са непотпуним средњим образовањем          | 950      |
| 112 | Женско становништво старосног доба од 15 година и више са непотпуним средњим образовањем         | 545      |
| 113 | Становништво старо 15 и више година са пуним секундарном образовањем                             | 5244     |
| 114 | Мушко становништво старосног доба од 15 година и више са пуним секундарном образовањем           | 2605     |
| 115 | Женско становништво старосног доба од 15 година и више са пуним секундарном образовањем          | 2639     |
| 116 | Становништво старије од 18 година са постосновним образовањем                                    | 4489     |
| 117 | Мушко становништво старије од 18 година са постосновним образовањем                              | 2549     |
| 118 | Женско становништво старије од 18 година са постосновним образовањем                             | 1940     |
| 119 | Просечна оцена школовања                                                                         | 6.95     |
| 120 | Просечан ниво образовања мушке популације                                                        | 7.17     |
| 121 | Просечан ниво образовања женског становништва                                                    | 6.72     |
| 122 | Економски активно становништво                                                                   | 12726    |
| 123 | Економски активна мушка популација                                                               | 10868    |
| 124 | Економски активна женска популација                                                              | 1858     |
| 125 | Становништво које није економски активно                                                         | 14652    |
| 126 | Мушко становништво које није економски активно                                                   | 3077     |
| 127 | Женско становништво које није економски активно                                                  | 11575    |
| 128 | Запослено становништво                                                                           | 12556    |
| 129 | Запослено мушко становништво                                                                     | 10724    |
| 130 | Запослено женско становништво                                                                    | 1832     |
| 131 | Незапослена популација                                                                           | 170      |
| 132 | Незапослена мушка популација                                                                     | 144      |
| 133 | Незапослена женска популација                                                                    | 26       |
| 134 | Становништво без права на здравствене услуге                                                     | 7721     |
| 135 | Становништво које има право на здравствене услуге                                                | 29994    |
| 136 | Становништво које има право на ИМСС                                                              | 2117     |
| 137 | Становништво које има право на социјално осигурање                                               | 1900     |
| 138 | Становништво које има право на државно социјално осигурање                                       | 37       |
| 139 | Становништво које има право на опште осигурање или здравствено осигурање за нову генерацију      | 26243    |
| 140 | Становништво које је било једном или није било у браку током 12 година и више                    | 10160    |
| 141 | Венчано или уједињено становништво од 12 година и више                                           | 15890    |
| 142 | Становништво које је било у браку или уједињено 12 година и више                                 | 1457     |
| 143 | Становништво са католичком религијом                                                             | 21553    |
| 144 | Протестанти, еванђелисти и библијски следбеници различити од еванђелиста                         | 12471    |
| 145 | Становништво са другим религијама различитим од претходних                                       | 4        |
| 146 | Становништво без религије                                                                        | 2977     |
| 147 | Укупно пописаних домаћинства                                                                     | 8329     |
| 148 | Пописна домаћинства на челу са мушкарцима                                                        | 7465     |
| 149 | Пописна домаћинства на челу са женама                                                            | 864      |
| 150 | Становништво у пописним домаћинствима                                                            | 37733    |
| 151 | Становништво у пописним домаћинствима на челу са мушкарцима                                      | 34777    |
| 152 | Становништво у пописним домаћинствима на челу са женама                                          | 2956     |
| 153 | Укупно домаћинстава                                                                              | 9532     |
| 154 | Укупно насељених домаћинстава                                                                    | 8331     |
| 155 | Укупно приватних кућа                                                                            | 9530     |
| 156 | Насељени приватни домови                                                                         | 8329     |
| 157 | Укупно насељених приватних кућа                                                                  | 8329     |
| 158 | Ненасељене приватне куће                                                                         | 523      |
| 159 | Појединачна домаћинства за привремену употребу                                                   | 678      |
| 160 | Становници у насељеним приватним кућама                                                          | 37733    |
| 161 | Насељеност станара у приватним становима                                                         | 4.53     |
| 162 | Просечно становника по соби у приватним насељеним домаћинствима                                  | 1.45     |
| 163 | Појединачна домаћинства са подовима од различитих материјала од земље                            | 7938     |
| 164 | Појединачна домаћинства у приземљу                                                               | 381      |
| 165 | Појединачна домаћинства са једном спаваћом собом                                                 | 4091     |
| 166 | Појединачна домаћинства са две спаваће собе и више                                               | 4225     |
| 167 | Појединачна домаћинства са једним собом                                                          | 636      |
| 168 | Појединачна домаћинства са две собе                                                              | 2406     |
| 169 | Појединачна домаћинства са 3 собе и више                                                         | 5263     |
| 170 | Појединачна домаћинства која имају електрично светло                                             | 7869     |
| 171 | Појединачна домаћинства која немају електрично светло                                            | 447      |
| 172 | Појединачна домаћинства која имају водоводну воду у стамбеном простору                           | 7469     |
| 173 | Појединачна домаћинства која немају водоводну воду у стамбеном простору                          | 834      |
| 174 | Појединачна домаћинства која имају тоалет                                                        | 6860     |
| 175 | Појединачна домаћинства која имају канализацију                                                  | 5618     |
| 176 | Појединачна домаћинства која немају канализацију                                                 | 2673     |
| 177 | Појединачна домаћинства која имају електрично светло, довод воде из јавне мреже и канализацију   | 5115     |
| 178 | Појединачна домаћинства без икаквих услова                                                       | 819      |
| 179 | Појединачна домаћинства која имају радио                                                         | 2870     |
| 180 | Појединачна домаћинства која имају телевизор                                                     | 6072     |
| 181 | Појединачна домаћинства која имају фрижидер                                                      | 4546     |
| 182 | Појединачна домаћинства која имају машину за веш                                                 | 5069     |
| 183 | Појединачна домаћинства која имају аутомобил или комби                                           | 1630     |
| 184 | Појединачна домаћинства која имају рачунар                                                       | 570      |
| 185 | Појединачна домаћинства која имају фиксну телефонску линију                                      | 877      |
| 186 | Појединачна домаћинства која имају мобилни телефон                                               | 2383     |
| 187 | Појединачна домаћинства која имају приступ интернету                                             | 191      |